# Ephippiochthonius vachoni
Espèce
Synonymes
- Chthonius vachoni Gabbutt, 1966

Ephippiochthonius vachoni est une espèce de pseudoscorpions de la famille des Chthoniidae.

## Distribution
Cette espèce se rencontre au France en Nouvelle-Aquitaine et en Provence-Alpes-Côte d'Azur et en Italie en Ligurie,.

## Description
Le mâle décrit par Gardini en 2013 mesure 1,1 mm et les femelles de 1,2 à 1,3 mm.

## Publication originale
- Heurtault-Rossi, 1963 : Description de Chthonius (E.) vachoni, nouvelle espèce de Pseudoscorpions (Heterosphyronida, Chthoniidae) découverte en France, dans le Département de la Gironde. Bulletin du Muséum National d'Histoire Naturelle, Paris, sér. 2, vol. 35, p. 419-428.